# Cindy (film 1978)
Cindy è un film per la televisione del 1978 diretto da William A. Graham.
È un musical statunitense con Charlayne Woodard, Cleavant Derricks e Mae Mercer. È una rivisitazione urbanizzata di Cenerentola con un cast tutto afro-americano.

## Produzione
Il film, diretto da William A. Graham fu sceneggiato e prodotto da James L. Brooks, Stan Daniels, David Davis e Ed. Weinberger per la Paramount Television tramite la John-Charles-Walters Productions.

## Distribuzione
Il film fu trasmesso negli Stati Uniti il 24 marzo 1978  sulla rete televisiva ABC. È stato distribuito anche in Germania Ovest con il titolo Cinderella in Harlem.